# اپیزود (بازی ویدئویی)
اپیزود یا اپیزود اینترکتیو (به انگلیسی: Episode Interactive) یک بازی ویدئویی در سبک داستان تعاملی می‌باشد که توسط پاکت جمز توسعه یافته‌است.